# Turkmenistans Billie Jean King Cup-lag
 Turkmenistans Billie Jean King Cup-lag representerar Turkmenistan i tennisturneringen Billie Jean King Cup, och kontrolleras av Turkmenistans tennisförbund. 

## Historik
Turkmenistan deltog första gången 2004. Första vinstmatcherna kom 2008.